# SimSafari
SimSafari  é um jogo de estratégia e gerenciamento, onde o jogador deve administrar um Hotel Safari na África.
Criado pela Maxis (que faz parte da EA Games), para Microsoft Windows, DOS e Mac OS, foi lançado em 15 de março de 1998. 

No jogo há três locais: O parque Safari, o Hotel e a Vila Africana, e o objetivo é adicionar a maior diversidade de animais no Parque Safari para atrair visitantes. 
Quando houver uma grande quantidade de visitantes, deve-se reformar o Hotel, a fim de proporcionar o maior conforto aos hóspedes. Com o Hotel completo é preciso contratar pessoas da Vila Africana (os moradores locais) para trabalharem lá. Em geral, é necessário manter equilíbrio entre a felicidade da vila, o conforto do Hotel e a qualidade do Safari dentro das disponibilidades dos fundos financeiros.